# Lengenerland
Das Lengenerland ist eine historische Landschaft im nordöstlichen Landkreis Leer in Ostfriesland. Es ist neben dem Overledingerland, dem Moormerland und dem Rheiderland eines der vier historischen Gebiete des Landkreises auf dem Festland, die im Wappen des Kreises durch ein vierblättriges Kleeblatt symbolisiert werden. Der Name dieser alten friesischen Landesgemeinde findet sich im Namen der heutigen Gemeinde Uplengen wieder.

## Geschichte

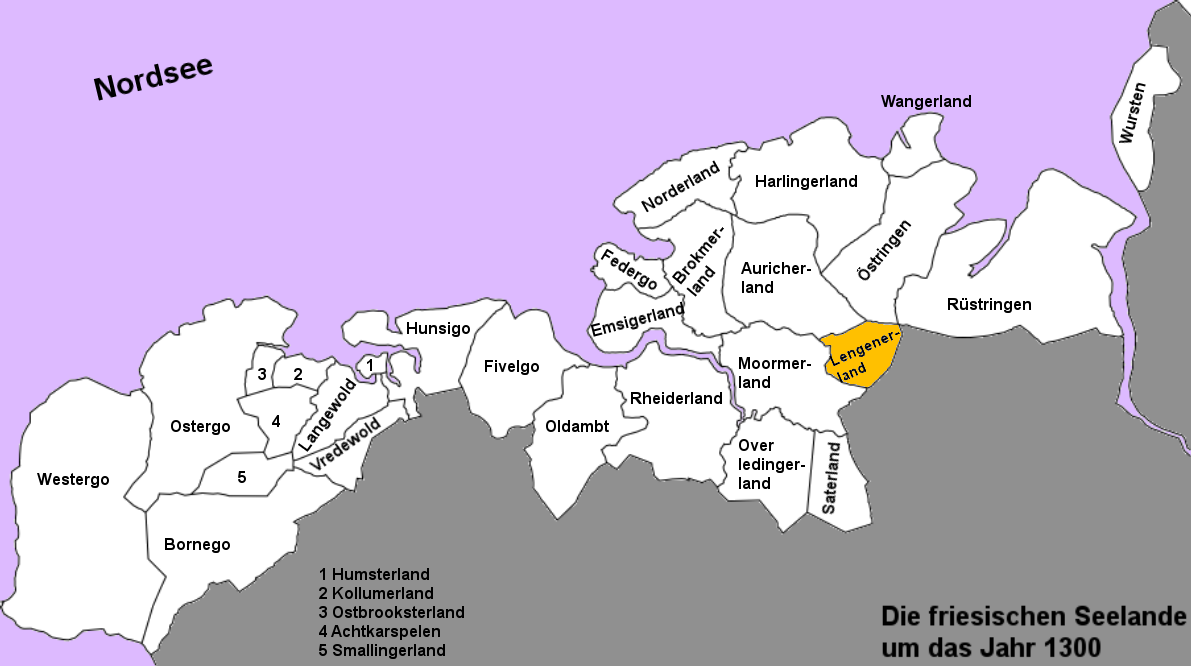
Das Lengenerland um 1300

Wie die anderen Landesgemeinden im heutigen Kreisgebiet war das Lengenerland aus dem alten fränkischen Emsgau hervorgegangen. Es wurde erstmals 1398 in einer Urkunde erwähnt. Hauptort war Remels, das auch Großkirchspiel war. Das Lengenerland hatte einen wehrhaften Charakter, da es an der Grenze der friesischen Gebiete zum oldenburgischen Ammerland lag, mit dem es im Laufe der Jahrhunderte häufig zu Konflikten kam. Reste der wichtigsten Burg sind heute in Großsander zu sehen. Weiterhin war das Lengenerland ein eher karges Sandgebiet. Somit konnte sich dort mit dem einsetzenden Ende der friesischen Freiheit keine zentrale Häuptlingsherrschaft entwickeln. Lediglich einige lokale Dorfhäuptlinge hatten sich eine vorrangige Stellung erstritten.
Erst Focko Ukena, ein Sohn Amke von Lengens, konnte als Gefolgsmann von Keno II. tom Brok eine Herrschaft im südlichen Ostfriesland etablieren und vereinigte das Lengenerland mit den umliegenden Landstrichen. Ukena lehnte sich im Folgenden erfolgreich gegen die tom Brok auf, wurde aber wenige Jahre später von den Cirksena besiegt. Wie stark Ukena aber im Lengenerland verwurzelt war, zeigt ein Vertrag vom 1. August 1435. Dort verpflichtete sich neben dem Overledingerland und dem Moormerland auch das Lengenerland noch einmal, Focko Ukena im Kampf beizustehen. Dieser Vertrag trat nicht mehr in Kraft, da Ukena im Jahr 1436 starb.
Das Lengenerland bildete erst einmal ein eigenständiges Amt Lengen. Im ehemaligen Herrschaftsgebiet Ukenas hatten zunächst die Hamburger das Sagen, die aber nach und nach die Herrschaft an die Cirksena abgaben. Diese wurden ab 1464 Grafen Ostfrieslands. Das Amt Lengen wurde 1535 in das Amt Stickhausen eingegliedert. In der Folgezeit teilte das Lengenerland das Schicksal Ostfrieslands und fand erst in der zweiten Hälfte des 20. Jahrhunderts als Gemeinde Uplengen wieder zur Eigenständigkeit zurück.